# Stari trg, Ivančna Gorica
Stari trg este o localitate din comuna Ivančna Gorica, Slovenia, cu o populație de 85 de locuitori.